# Ixtlahuacán (gemeente)
Ixtlahuacán is een gemeente in de Mexicaanse deelstaat Colima. De hoofdplaats van Ixtlahuacán is Ixtlahuacán. Ixtlahuacán heeft een oppervlakte van 469 km² en 4.759 inwoners (census 2005).
Armería · Colima · Comala · Coquimatlán · Cuauhtémoc · Ixtlahuacán · Manzanillo · Minatitlán · Tecomán · Villa de Álvarez